# Цемник
Цемник (њем. Zemnick) општина је у њемачкој савезној држави Саксонија-Анхалт. Једно је од 39 општинских средишта округа Витенберг. Према процјени из 2010. у општини је живјело 129 становника. Посједује регионалну шифру (AGS) 15091395.

## Географски и демографски подаци
Цемник се налази у савезној држави Саксонија-Анхалт у округу Витенберг. Општина се налази на надморској висини од 75 метара. Површина општине износи 6,8 km². У самом мјесту је, према процјени из 2010. године, живјело 129 становника. Просјечна густина становништва износи 19 становника/km².